# Sedehi
Sedehi (persisch: سدحی) ist ein zentraliranischer Dialekt, die von mehreren Tausend Menschen im Iran (Provinz Markazi) gesprochen wird. Sehadi ist nah mit Gazi und Ardestani verwandt, aber auch mit Persisch und Kurdisch.